# Antonie Plămădeală
Antonie (Leonida) Plămădeală (n. 17 noiembrie 1926, Stolniceni, raionul Hîncești, Republica Moldova – d. 29 august 2005, Sibiu, România) a fost înalt ierarh al Bisericii Ortodoxe Române, Mitropolit ortodox al Ardealului (1982-2005), membru de onoare al Academiei Române și fost reprezentant al Bisericii Ortodoxe Române la Consiliul Mondial al Bisericilor.

## Carieră ecleziastică
Pe numele de mirean Leonida Plămădeală, a primit numele de Antonie odată cu tunderea în monahism, în anul 1948, la Mănăstirea Prislop. Acolo l-a însoțit pe Arsenie Boca, cel însărcinat de mitropolitul ortodox de la Sibiu, Nicolae Bălan, cu preluarea mănăstirii confiscată de autoritățile comuniste Bisericii Române Unite cu Roma., scoasă în afara legii, în 1948.
La 27 decembrie 1970 a fost hirotonit vicar patriarhal, cu titlul „Ploieșteanul”. În anii 1970 a reprezentat Biserica Ortodoxă Română în comitetul central al Consiliului Mondial al Bisericilor, cu sediul la Geneva.
La 9 decembrie 1979, după ce a fost responsabil cu relațiile externe ale Bisericii Ortodoxe Române, a fost ales episcop al Buzăului. Între 16-26 august 1981 l-a însoțit pe mitropolitul Nicolae Corneanu la sesiunea Consiliului Mondial al Bisericilor ținută la Dresda.
Cât timp a fost episcop al Buzăului, s-a dovedit a fi un bun gospodar: a renovat palatul episcopal, a amenajat o sală nouă de bibliotecă, pe care a dotat-o cu multe cărți, a modernizat Seminarul Teologic din Buzău.
La 10 ianuarie 1982 a fost ales arhiepiscop al Sibiului și mitropolit al Ardealului, funcții pe care le-a deținut până la moarte.

## Controverse legate de succesiune
Consiliul Național Bisericesc al Bisericii Ortodoxe Române s-a întrunit pe 3 noiembrie 2005 pentru a-l alege pe succesorul lui Antonie Plămădeală în scaunul de mitropolit ortodox al Ardealului. Cei doi pretendenți au fost Andrei Andreicuț, arhiepiscop de Alba Iulia și Laurențiu Streza, episcop de Caransebeș. Consiliul l-a ales după un al doilea tur de scrutin pe Laurențiu Streza în scaunul rămas vacant. A doua zi același Consiliu Național Bisericesc a hotărât scoaterea eparhiilor din nordul Ardealului și a celei de Alba Iulia de sub jurisdicția Mitropoliei Ardealului, ceea ce l-a transformat pe Antonie Plămădeală în ultimul mitropolit al Mitropoliei Ardealului cu jurisdicție asupra întregului Ardeal. Noua Mitropolie a Ardealului cuprindea doar județele Sibiu, Brașov, Covasna și Harghita.

## Opera

### Scrieri teologice
- Tradiție și libertate în spiritualitatea ortodoxă [6], cu o prefață a Pr. Prof. Acad. Dumitru Stăniloae și un cuvânt înainte al autorului. Cartea este tipărită în două ediții: prima la editura Axios 1995, la București, și a II-a la editura Reîntregirea, 2005. Capitolele cărții, ca și conferințele ținute în Occident sunt ca o mână întinsă a spiritualității orientale, către cea apuseană, și nu oricând, ci mai ales în momentele de criză ale acesteia din urmă.
- Cuvinte duhovnicești, o lucrare în care se profilează chipul și experiența duhovnicească a autorului. Pe parcursul răsfoirii filelor ei vom avea bucuria întâlnirii unor teme cu totul și cu totul originale pentru Spiritualitatea Ortodoxă. „Căderea în sus”, „Capcanele smereniei” și „Un Catehism pentru intelectuali”, sunt doar unele dintre ele.
- Tâlcuiri noi la texte vechi, predici la duminicile de peste an.
- Rugul aprins
- Basarabia
- Cuvinte la zile mari, 1989.[7]

### Publicistică
- Gânduri de frumuseți albe - Apariție în cinci volume constând din adunarea articolelor publicate de-a lungul timpului în ziarul Telegraful român, la rubrica „semnalăm... semnalăm...”
- Biserica în mers - antologie a unor interviuri în două volume.

### Beletristică
- Trei ceasuri în iad, roman. Cartea a fost retrasă din librării de către autoritățile comuniste.[necesită citare] Romanul a fost reeditat în anul 2004 la editura „Media Concept”, Sibiu.

## Citate reprezentative
- „Fără Dumnezeu am fi apariții ciudate și dispariții stupide”[8]
- „Pentru toată această libertate, cu asentimentul reprezentanților cultelor prezenți aici, aș dori să asigur plenara de sentimentele noastre patriotice și unanime de recunoștință față de conducătorul nostru mult prețuit, domnul Nicolae Ceaușescu, luptător neobosit.” Cuvânt rostit la Plenara Consiliului Național al Frontului Democrației și Unității Socialiste, apărut în “Scînteia”, 1 decembrie 1988, citat în Antologia rușinii.[9]

## Colaborarea cu Securitatea
Frații fostului mitropolit au solicitat Consiliului Național pentru Studierea Arhivelor Securității accesul la întregul dosar al mitropolitului Plămădeală. De asemenea, frații și executorii săi testamentari, Mihai și Alexie Plămădeală, cer aprobarea de a efectua copii xerox ale tuturor documentelor pe care, în urma consultării dosarului, le vor selecta, informează Rompres. Solicitarea lor vine ca reacție la afirmațiile lui Mircea Dinescu publicate în ziarul "Cotidianul" la data de 9 august 2007. Mircea Dinescu a declarat că ÎPS Antonie i-ar fi cerut lui Nicolae Ceaușescu avansarea în grad de general. Prin urmare, cei doi frați solicită în special copii ale scrisorii prin care mitropolitul i-a cerut lui Nicolae Ceaușescu avansarea la grad de general, dacă aceasta există, precum și copii după documentele oficiale prin care fostului mitropolit al Ardealului i s-a atribuit gradul de colonel și copie după documentul prin care CNSAS i-a permis lui Mircea Dinescu accesul la dosarul mitropolitului, cu precizarea celui care a efectuat solicitarea. La amenințarea Patriarhiei Române de a-l reclama pe Mircea Dinescu, acesta a răspuns că Patriarhia dorește să amâne la nesfârșit deconspirarea clericilor securiști.

## Distincții
- Ordinul Național „Pentru Merit” în grad de Mare Cruce (2000)[13]